# Sidney Gibson

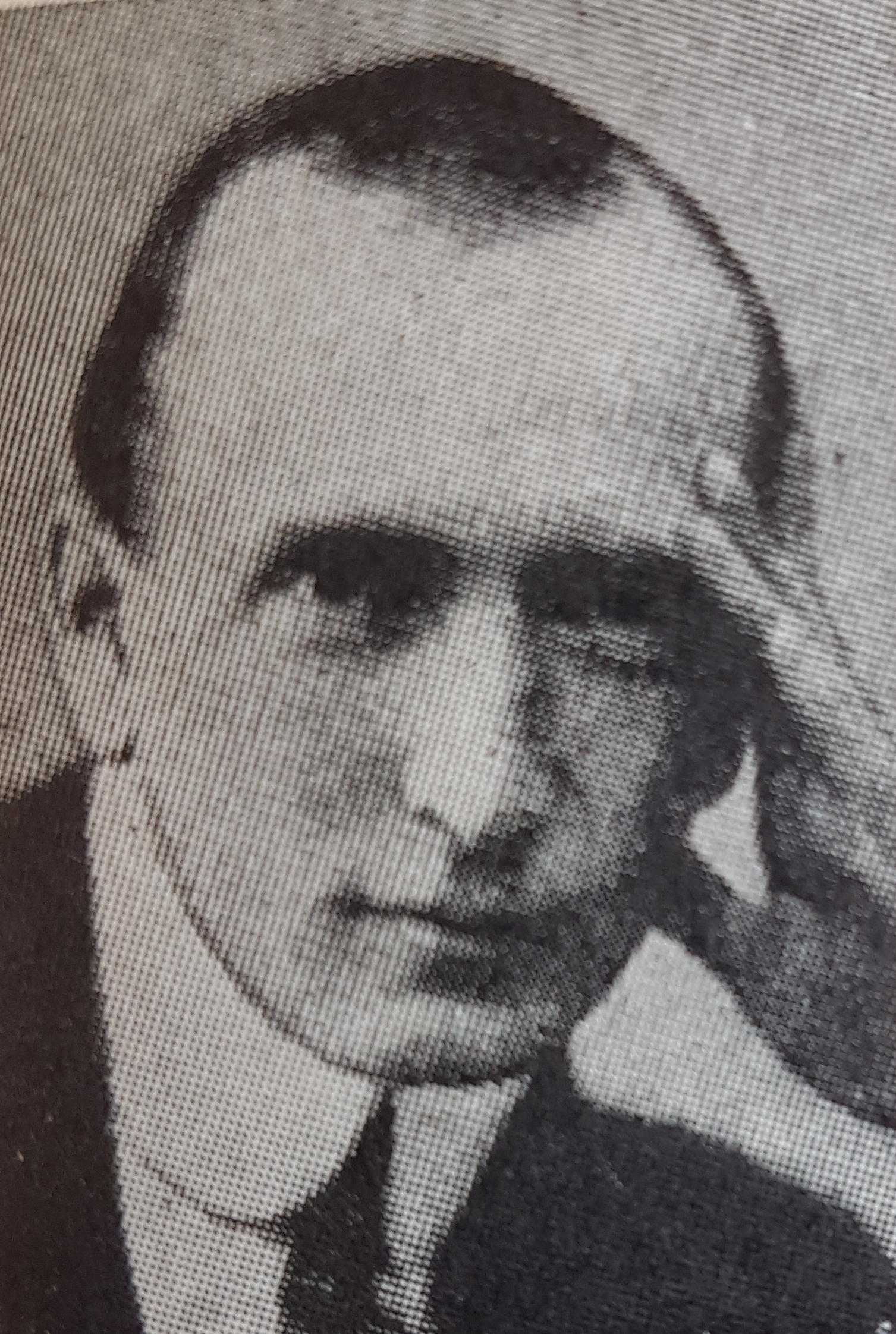

Karl Sidney Gibson, född 5 januari 1877, död 27 april 1959, var en svensk skulptör.
Sidney Gibson var elev vid Konsthögskolan 1896-1899 och utbildade sig vidare i London, Paris och Florens. Förutom ett större antal statyetter och byster har Sydney Gibson bland annat utfört Moder och barn i Stockholms stadshus och statyerna Minerva och Mercurius i Svenska Lloyds hus i Stockholm. Hans skulpturer är präglade av fast form och mjukt glidande rörelse. Han har som konsthantverkare bland annat komponerat möbler och belysningsarmatur för Stockholms stadshus. Gibson finns representerad vid Nationalmuseum i Stockholm.